# Niinisaari (ö i Södra Savolax, Nyslott, lat 62,12, long 28,14)
Niinisaari är en ö i Finland. Den ligger i sjön Haukivesi och i kommunen Rantasalmi i den ekonomiska regionen  Nyslotts ekonomiska region  och landskapet Södra Savolax, i den sydöstra delen av landet, 270 km nordost om huvudstaden Helsingfors. Öns area är 69,1 hektar och dess största längd är 1,9 kilometer i öst-västlig riktning.